# Ranco

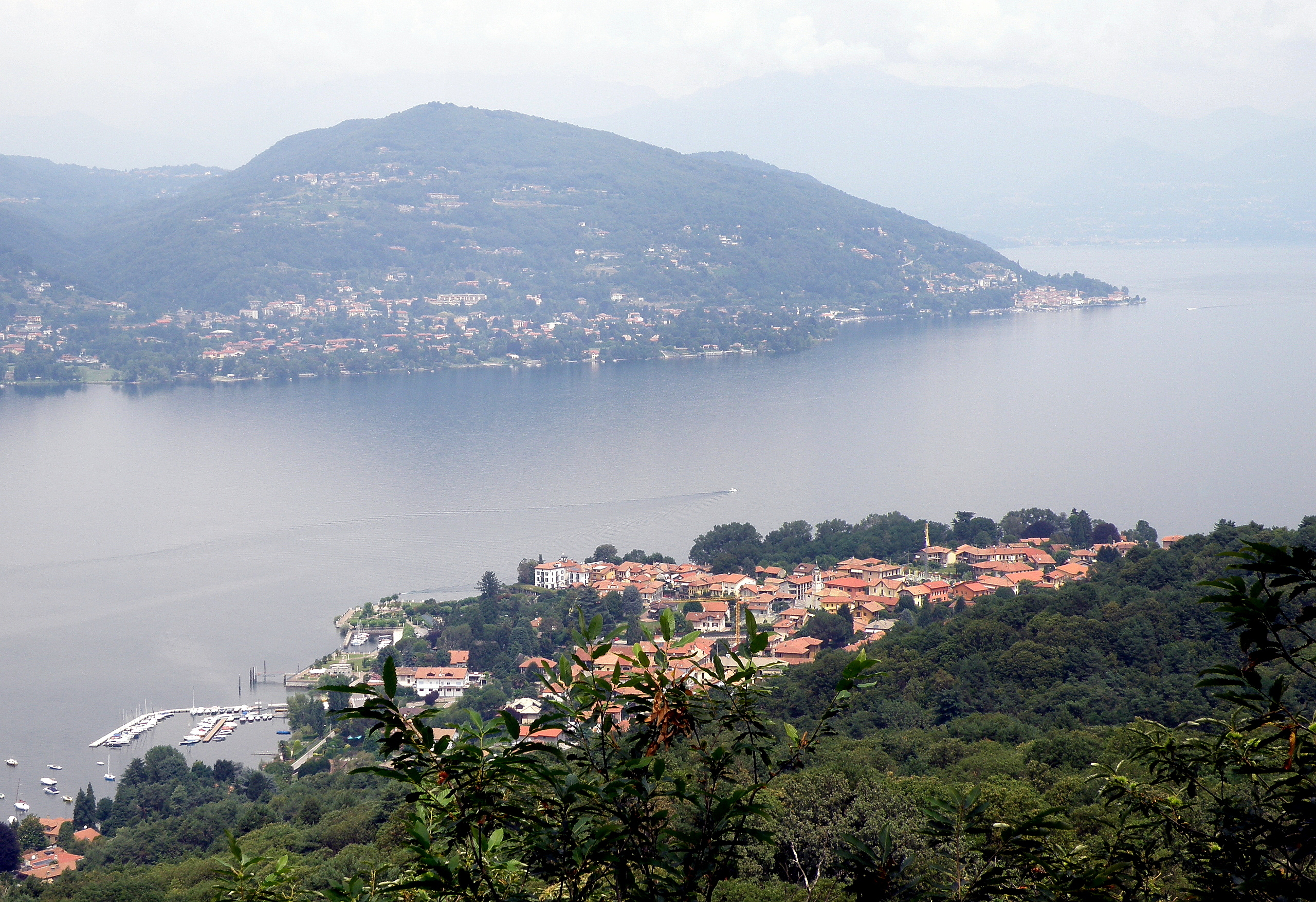
Ranco

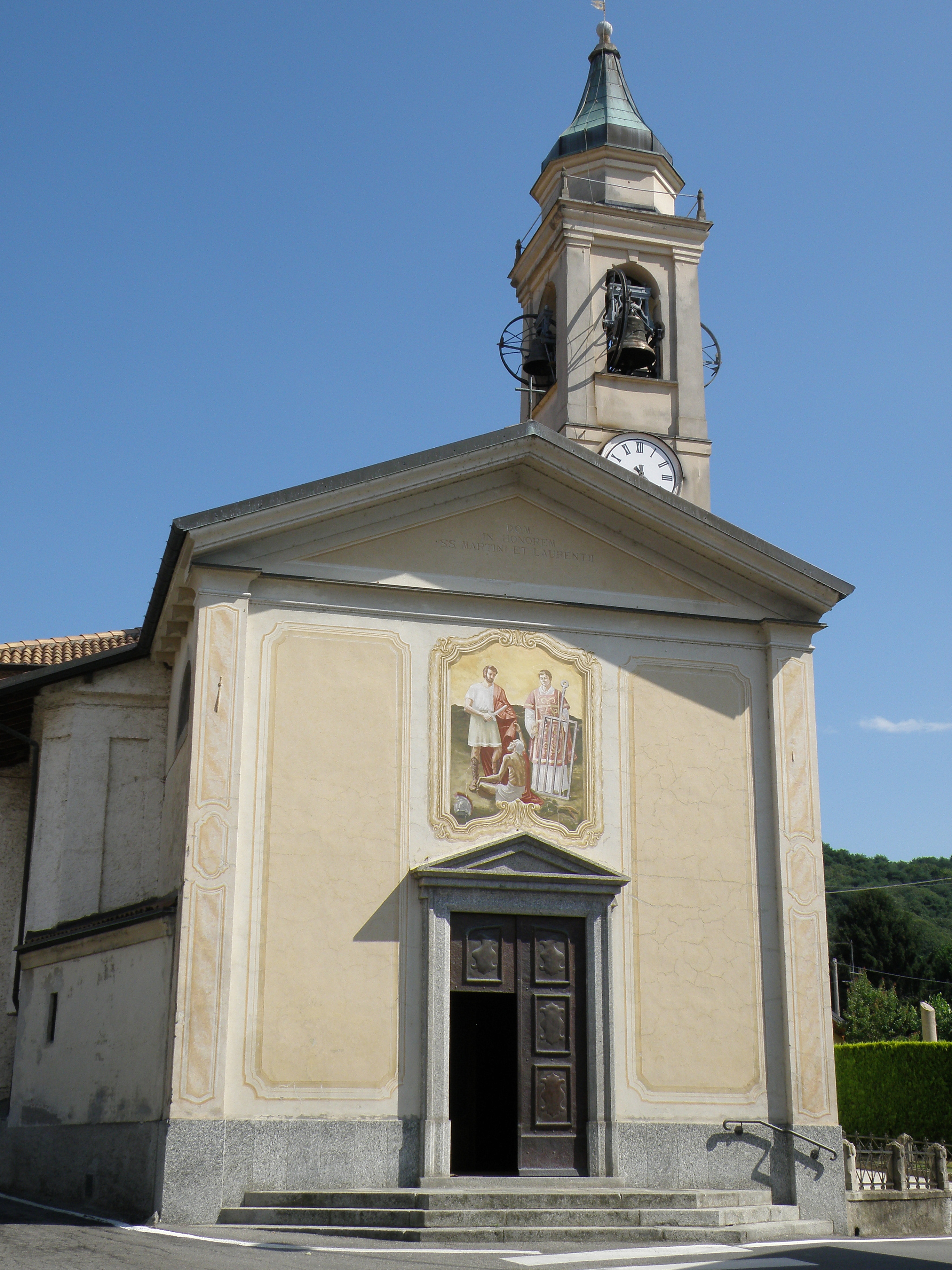
Pfarrkirche Santi Martino e Lorenzo

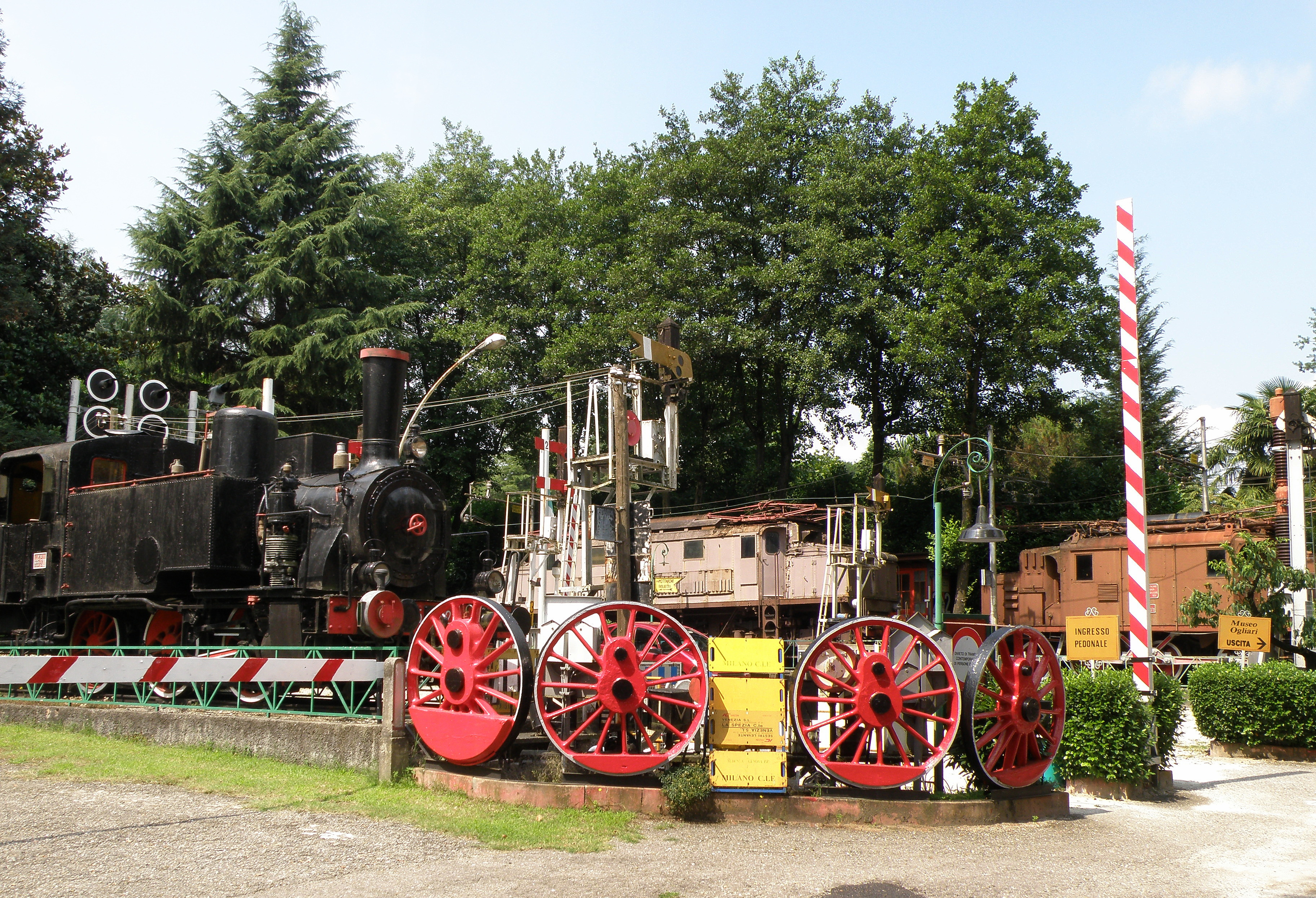
Museo dei Trasporti Ogliari

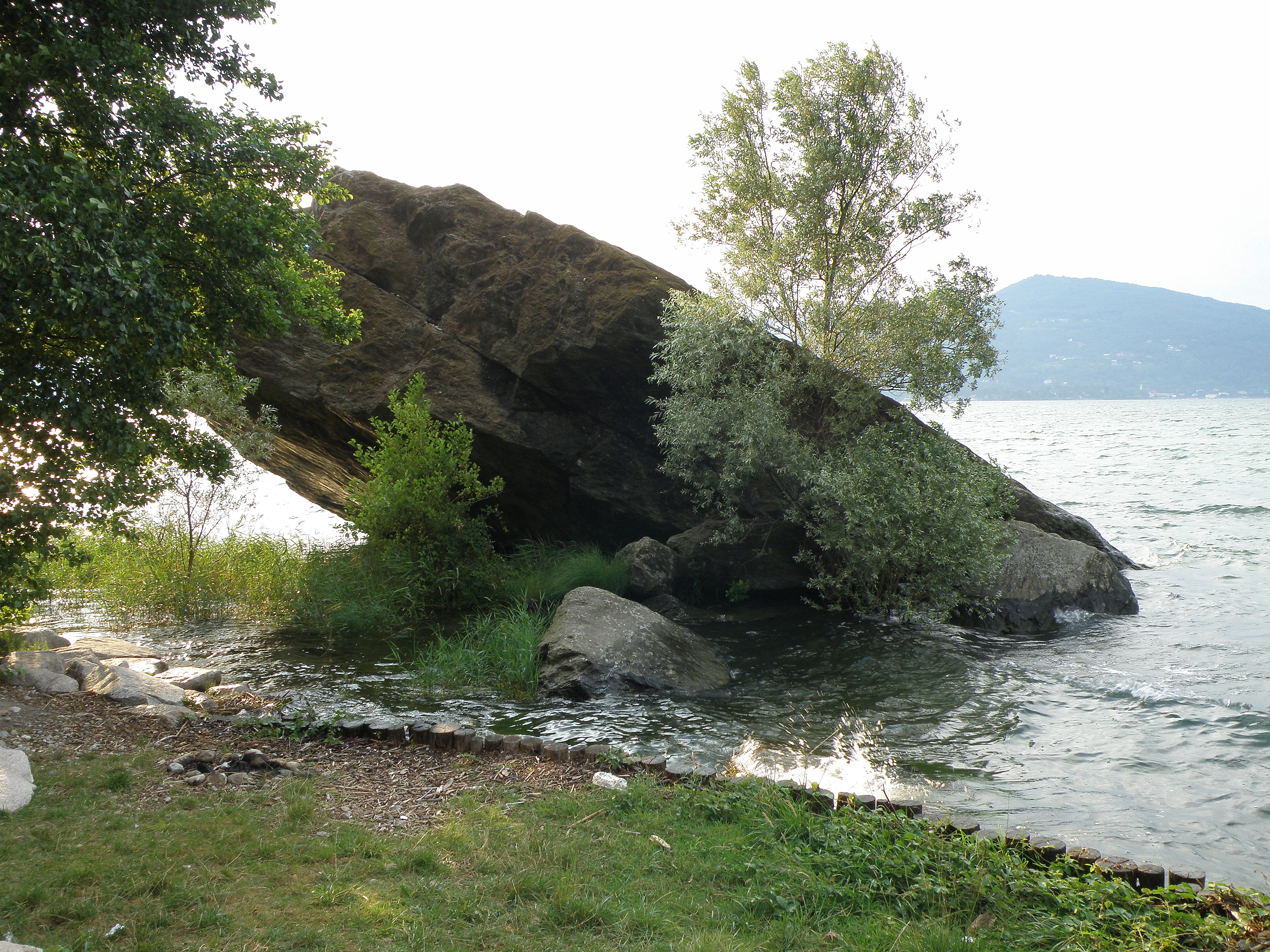
Ranco Sasso Cavallaccio

Ranco ist eine Gemeinde  in der Provinz Varese in der Region Lombardei.

## Geographie
Die Gemeinde liegt am südöstlichen Ufer des Lago Maggiore und bedeckt eine Fläche von 6,35 km². Zu Ranco gehören die Fraktionen Uponne, Boschetti und Lago Maggiore. Die Nachbargemeinden sind Angera, Ispra, Lesa (NO) und Meina (NO).

## Geschichte
Der Ort Ranco, der zur Pieve von Angera gehörte, wurde in den Statuten der Straßen und Gewässer der Grafschaft Mailand von 1346 als Rancho con le cassine di Cà Farera per li nobili e vicini erwähnt: Er gehörte zu den Gemeinden, die zur Instandhaltung der Straße von Rho beitrugen (1346). Angera mit seinem Gebiet war ein altes Lehen der Erzbischöfe von Mailand. Im Jahr 1350 verlieh Papst Clemens VI. das Lehen an Caterina di Bernabò Visconti. 1397 wurde Angera an Gian Galeazzo Visconti, Herzog von Mailand, übertragen. Im Jahr 1404 ging das Lehen von Angera an Alberto Visconti von Castelletto über. Im Jahr 1449 verkaufte der Generalrat der Gemeinde Mailand die Pieve von Angera mit ihrer Festung, ihren Gerichtsbarkeiten und einer Reihe von Steuereinnahmen an den Grafen Vitaliano Borromeo. In den Registern des Estimo (Grundbuch) des Herzogtums Mailand von 1558 und den nachfolgenden Aktualisierungen im 18. Jahrhundert ist Ranco noch immer in derselben Pieve enthalten. Nach den Antworten auf die 45 Fragen des Zweiten Rates der Volkszählung von 1751 wurde die Gemeinde dem Grafen Renato Borromeo Arese als Lehen übertragen, dem keine Lehnsbezüge gezahlt wurden. Der zuständige Richter war der Podestà, der in dem Dorf Angera wohnte. Die vom Konsul zu zahlende Abgabe bestand aus Holz im Wert von 6 Lire und 8 kaiserlichen Soldi pro Jahr. Seit Menschengedenken hatte die Gemeinde Ranco nie einen Eid auf kriminelle Banken geleistet und war immer eine eigenständige Gemeinde gewesen. Die Gemeinde hatte weder einen allgemeinen noch einen besonderen Rat, da es außer dem Kanzler und dem Konsul, die alle drei Monate wechselten, keine weiteren Beamten gab. Um über die Angelegenheiten der Gemeinschaft zu entscheiden, benachrichtigte der Konsul die Hausvorsteher und rief sie an Festtagen nach der Messe auf dem öffentlichen Platz zusammen. Der einzige öffentliche Besitz war ein Teil des Heidelandes, der als Viehweide genutzt wurde. Die Fairness der öffentlichen Umlagen wurde vom Kanzler auf jede Anfrage der Betroffenen hin bestätigt. Der Kanzler residierte in Angera und führte die einzigen existierenden öffentlichen Aufzeichnungen, d. h. das Grundbuch und das Buch der jährlichen Umlagen mit den Bekenntnissen über die jährlich vom Einnehmer an die Herzogskasse geleisteten Zahlungen. Ranco hatte keinen Prokuristen oder Agenten in Mailand, sondern bediente sich des Provinzbürgermeisters der Gemeinde Angera, Carlo Filippo Marinone.
Mit der Aktivierung der Gemeinden der Provinz Como, gemäß der territorialen Aufteilung des Königreichs Lombardo-Venetien (Mitteilung vom 12. Februar 1816), wurde die Gemeinde Ranco con Uppone in den Bezirk XV von Angera aufgenommen. Ranco con Uppone, eine Gemeinde mit einer Vorladung, wurde durch die spätere territoriale Aufteilung der lombardischen Provinzen (Mitteilung vom 1. Juli 1844) im Bezirk XV von Angera bestätigt. Im Jahr 1853 (Mitteilung vom 23. Juni 1853) wurde Ranco mit dem Weiler Uppone, Gemeinde mit allgemeiner Einberufung und einer Bevölkerung von 416 Einwohnern, in den Bezirk XX von Angera aufgenommen.
Nach der vorübergehenden Vereinigung der lombardischen Provinzen mit dem Königreich Sardinien wurde die Gemeinde Ranco mit 423 Einwohnern, die von einem fünfzehnköpfigen Gemeinderat und einem zweiköpfigen Stadtrat verwaltet wurde, gemäß der durch das Gesetz vom 23. Oktober 1859 festgelegten Gebietsaufteilung in den Bezirk VI von Angera, Bezirk II von Varese, Provinz Como, eingegliedert. Bei der Gründung des Königreichs Italien im Jahr 1861 hatte die Gemeinde 447 Einwohner (Volkszählung 1861). Nach dem Gemeindegesetz von 1865 wurde die Gemeinde von einem Bürgermeister, einer Junta und einem Rat verwaltet. Im Jahr 1867 wurde die Gemeinde in denselben Bezirk, Kreis und dieselbe Provinz eingegliedert (Verwaltungsbezirk 1867).
Im Jahr 1924 wurde die Gemeinde in den Bezirk Varese der Provinz Como eingegliedert. Nach der Gemeindereform von 1926 wurde die Gemeinde von einem Podestà verwaltet. Im Jahr 1927 wurde die Gemeinde der Provinz Varese zugeschlagen. Im Jahr 1927 wurde die Gemeinde Ranco mit der Gemeinde Angera zusammengelegt. (Königlicher Erlass Nr. 2397 vom 12. August 1927). 1957 wurde die autonome Gemeinde Ranco durch Abtrennung ihres Gebiets von der Gemeinde Angera neu gebildet (Präsidialdekret Nr. 1481 vom 13. November 1956). Nach dem geltenden Gesetz über die Gemeindeorganisation wurde die Gemeinde von einem Bürgermeister, einer Junta und einem Rat verwaltet. Im Jahr 1971 hatte die Gemeinde Ranco eine Fläche von 635 Hektar.

## Bevölkerung
| Bevölkerungsentwicklung | Bevölkerungsentwicklung | Bevölkerungsentwicklung | Bevölkerungsentwicklung | Bevölkerungsentwicklung | Bevölkerungsentwicklung | Bevölkerungsentwicklung | Bevölkerungsentwicklung | Bevölkerungsentwicklung | Bevölkerungsentwicklung | Bevölkerungsentwicklung | Bevölkerungsentwicklung | Bevölkerungsentwicklung | Bevölkerungsentwicklung | Bevölkerungsentwicklung | Bevölkerungsentwicklung |
| ----------------------- | ----------------------- | ----------------------- | ----------------------- | ----------------------- | ----------------------- | ----------------------- | ----------------------- | ----------------------- | ----------------------- | ----------------------- | ----------------------- | ----------------------- | ----------------------- | ----------------------- | ----------------------- |
| Jahr                    | 1751                    | 1805                    | 1853                    | 1871                    | 1881                    | 1901                    | 1921                    | 1951                    | 1971                    | 1991                    | 2001                    | 2011                    | 2016                    | 2021                    |                         |
| Einwohner               | 225                     | 295                     | *416                    | 498                     | 517                     | 624                     | 593                     | 653                     | 851                     | 970                     | 1108                    | 1326                    | 1297                    | 1282                    |                         |

- 1809 Fusion mit Angera
- 1927 Fusion mit Angera

## Verkehr
In Ranco befand sich das im Jahr 1954 von Francesco Ogliari gegründete Museum zur Geschichte des Transportwesens (Museo dei trasporti "Ogliari"). Das Museum wurde 2015 geschlossen und ein Teil der Ausstellungsstücke in das Museum Volandia in der Nähe des Flughafens Malpensa verlegt.

## Sehenswürdigkeiten
- Kirche Santi Martino e Lorenzo[2]
- Cascina Uponne[3]
- Viele Schalensteine und besonders der Monumento naturale regionale del Sasso Cavallaccio oder Sass Cavalasc, der liegt am Ufer des Lago Maggiore